# Château de la Bellière (La Vicomté-sur-Rance)
Pour les articles homonymes, voir Château de la Bellière (homonymie).
Le château de la Bellière  est situé à La Vicomté-sur-Rance, en France.

## Localisation
Le château est situé sur la commune de La Vicomté-sur-Rance  sur les bords de la Rance dans le département des Côtes-d'Armor, dans la région Bretagne.

## Description
Manoir aux grands murs de granit irrégulièrement percés de baies. Au XIXe siècle, l'édifice subit des restaurations malheureuses. Les souches de cheminées, signalées par Eugène Viollet-le-Duc dans son dictionnaire d'architecture, ont été enduites de mortier teint sur lequel ont été tracés de faux joints ; les cornes en ardoises qui ornaient leur couronnement ont été remplacées par du bois et du zinc. Les façades semblent également avoir subi des transformations, certaines baies étant bouchées et d'autres paraissant modernes. Les portes bouchées au premier étage, côté façade sur cour, indiquent l'existence d'une coursière en bois disparue. En 1636, Dubuisson-Aubenay, lors d'un voyage dans l'ouest, alors qu'il passe près de Dinan, il voit « la maison de la Bellière […], au-dessous est un estang couvert de roseaus, où les estourneaus sont à foule ».

## Historique
Il aurait été habité par Tiphaine Raguenel, première épouse du connétable Bertrand du Guesclin.
Le château est inscrit au titre des monuments historiques par arrêté du 9 mars 1927.